# Actenoides hombroni
El alción de Mindanao (Actenoides hombroni) es una especie de ave coraciforme de la familia Halcyonidae endémica de la isla de Mindanao en las Filipinas.